# Apache HiveMind
Apache HiveMind — проєкт Apache Software Foundation, у межах якого розроблявся фреймворк, який реалізує ідею створення єдиного мікроядра, що забезпечує роботу сервісно-орієнтованих Java-застосунків. 
Проєкт закритий у квітні 2009. Напрацювання проєкту переміщені в репозиторій застарілих проєктів Apache Attic.

## Виноски
1. ↑  Официально закрылся проект Apache HiveMind. Архів оригіналу за 18 липня 2014. Процитовано 2 квітня 2012.